# Gyeongjong
Gyeongjong (né le 20 novembre 1688 et mort le 11 octobre 1724) est le vingtième roi de la Corée en période Joseon. Il a régné du 13 juillet 1720 jusqu'à sa mort.